# Gary Lockwood
Gary Lockwood, pseudonimo di John Gary Yurosek (Los Angeles, 21 febbraio 1937), è un attore statunitense.
È noto per aver interpretato il personaggio di Frank Poole nel film 2001: Odissea nello spazio (1968) di Stanley Kubrick, e L'amante perduta (1969) di Jacques Demy.

## Filmografia parziale

### Cinema
- Paese selvaggio (Wild in the Country), regia di Philip Dunne (1961)
- Splendore nell'erba (Splendor in the Grass), regia di Elia Kazan (1961)
- La spada magica (The Magic Sword), regia di Bert I. Gordon (1962)
- Bionde, rosse, brune... (It Happened at the World's Fair), regia di Norman Taurog (1963)
- L'ora della furia (Firecreek), regia di Vincent McEveety (1968)
- 2001: Odissea nello spazio (2001: A Space Odyssey), regia di Stanley Kubrick (1968)
- Radiografia di un colpo d'oro (Las Vegas, 500 millones), regia di Antonio Isasi-Isasmendi (1968)
- L'amante perduta (Model Shop), regia di Jacques Demy (1969)
- R.P.M. Rivoluzione per minuto (R.P.M.), regia di Stanley Kramer (1970)
- Project Kill, regia di William Girdler (1976)
- The Wild Pair, regia di Beau Bridges (1987)
- Terror in Paradise, regia di Peer J. Oppenheimer (1995)
- Night of the Scarecrow, regia di Jeff Burr (1995)

### Televisione
- Bus Stop – serie TV, episodio 1x07 (1961)
- Star Trek – serie TV, episodio 1x03 (1966)
- Giovani avvocati (The Young Lawyers) – serie TV, episodio 1x24 (1971)
- Earth II, regia di Tom Gries (1971) - film TV
- Mistero in galleria (Night Gallery) – serie TV, episodio 3x10 (1973)
- Barnaby Jones - serie TV, 6 episodi (1973-1979)
- Racconti della frontiera (The Quest) - serie TV, 2 episodi (1976)
- The Ghost of Flight 401, regia di Steven Hilliard Stern (1978) - film TV
- The Incredible Journey of Doctor Meg Laurel, regia di Guy Green (1979) - film TV
- Charlie's Angels - serie TV, episodio 5x04 (1980)
- Top of the Hill, regia di Walter Grauman (1980) - film TV
- Emergency Room, regia di Lee H. Katzin (1983) - film TV
- La signora in giallo (Murder, She Wrote) - serie TV, 4 episodi (1985-1994)

## Doppiatori italiani
- Cesare Barbetti in Paese selvaggio; Bionde, rosse, brune...; 2001: Odissea nello spazio
- Massimo Turci in La spada magica
- Gigi Proietti in L'amante perduta
- Pino Colizzi in Starsky & Hutch
- Michele Kalamera in La signora in giallo (ep. 1x16)
- Romano Malaspina in La signora in giallo (ep. 4x10)
- Romano Ghini in La signora in giallo (ep. 7x21)
- Franco Zucca in La signora in giallo (ep. 10x19)